# Xian de Huojia
Le xian de Huojia (获嘉县 ; pinyin : Huòjiā Xiàn) est un district administratif de la province du Henan en Chine. Il est placé sous la juridiction de la ville-préfecture de Xinxiang.

## Démographie
La population du district était de 383 688 habitants en 1999.